# Lumiracoxib
Il  lumiracoxib  era un farmaco appartenente alla classe dei farmaci antinfiammatori non steroidei (FANS), utilizzato per ridurre il dolore e la flogosi in molte malattie muscoscheletriche e reumatologiche. Lumiracoxib era un inibitore selettivo della cicloossigenasi di tipo 2 (COX-2). Aveva una struttura unica essendo un analogo di diclofenac (un atomo di cloro sostituito con un atomo di fluoro, inoltre l'acido fenilacetico ha un altro gruppo metilico in posizione meta). Era a tutti gli effetti un membro della classe dell'acido arilalcanoico, ma si legava ad un sito diverso sul recettore della COX-2 rispetto ad altri inibitori. Prodotto dalla società farmaceutica Novartis, era venduto in alcuni paesi con il nome commerciale di Prexige. Il farmaco non fu mai commercializzato in Italia. Dopo l'iniziale approvazione fu ritirato dal mercato a causa di gravi problemi di epatotossicità. Non fu mai approvato per l'uso negli Stati Uniti.

## Farmacodinamica
Lumiracoxib è un inibitore selettivo della cicloossigenasi di tipo 2 (COX-2). La cicloossigenasi catalizza le prime tappe della sintesi delle prostaglandine. La COX-1 è espressa costitutivamente nella maggior parte dei tessuti, inclusi stomaco, intestino, rene e piastrine.
I suoi effetti fisiologici includono la protezione gastrica e la facilitazione della filtrazione renale e dell'aggregazione piastrinica. La COX-2 viene invece espressa a seguito di stimoli infiammatori o mitogenici. È anche responsabile della sintesi di prostanoidi (prostaglandine, trombossani e prostacicline) che risultano essere mediatori di sintomi come l'infiammazione, l'essudazione, il dolore e la febbre.

## Farmacocinetica
A seguito di somministrazione per via orale lumiracoxib era rapidamente assorbito dal tratto gastrointestinale, come altri farmaci della classe coxib. La concentrazione plasmatica massima (Cmax) era raggiunta entro 1-2 ore (Tmax).
La biodisponibilità assoluta si aggirava intorno al 74%. La contemporanea assunzione di cibo non alterava in modo significativo la Cmax e pertanto la molecola poteva essere assunta indipendentemente dai pasti.
Lumiracoxib si legava ampiamente alle proteine plasmatiche (superiore al 98%) ed il legame appariva indipendente dalla concentrazione plasmatica raggiunta.
Entro 5 ore dall'assunzione la concentrazione del farmaco nel liquido sinoviale appariva superiore a quella riscontrabile nel sangue. Lumiracoxib sembrava in grado di oltrepassare la barriera placentare.
L'emivita plasmatica della molecola era di circa 4 ore.
La molecola subiva un intenso metabolismo epatico, principalmente di tipo ossidativo ad opera di CYP2C9. Furono identificati sostanzialmente 3 metaboliti principali: 4'-idrossi-lumiracoxib, 5-carbossi-lumiracoxib e 4'idrossi-5-carbossi-lumiracoxib.
L'eliminazione dopo la somministrazione di una singola dose per via orale avveniva per il 54% per via urinaria e per il 43% con le feci. Solo il 5% della dose somministrata era  rilevato nelle feci in forma immodificata.
La farmacocinetica non sembrava subire variazioni significative tra i maschi e le femmine. Nei soggetti anziani (di età superiore ai 65 anni) si apprezzava un incremento (15%) della esposizione al farmaco, ma senza alcuna rilevanza di tipo clinico.

## Usi clinici
Viene utilizzato come trattamento sintomatico in caso di dolore, anche in forma grave. In particolare trova indicazione nel caso della dismenorrea, nel dolore post-operatorio a seguito di interventi di chirurgia ortopedica, nel dolore post traumatico da distorsioni e lussazioni, nel dolore associato ad artropatia gottosa e ad altre malattie osteoarticolari (artrite reumatoide ed altre).

## Controindicazioni
Lumiracoxib è controindicato nei soggetti con ipersensibilità nota al principio attivo oppure ad uno qualsiasi degli eccipienti contenuti nella formulazione farmaceutica. Il farmaco è inoltre sconsigliato nei soggetti con precedenti di asma bronchiale, rinite acuta, poliposi nasale, edema angioneurotico, orticaria oppure altre reazioni di verosimile natura allergica a seguito di ingestione di acido acetilsalicilico. Controindicato anche in caso di insufficienza renale grave (clearence della creatinina inferiore a 30 ml/min), nelle donne che allattano al seno, e nel paziente pediatrico.

## Effetti indesiderati
- Broncospasmo, tosse, vertigini, insonnia, cefalea, nausea, diarrea, faringite, flatulenza, dolore toracico

## Dosi terapeutiche
- Osteoartrosi

La dose consigliata per entrambi i sessi è di 100 mg al giorno, per via orale, in singola somministrazione e da assumersi indipendentemente dal rapporto con i pasti.
- Dolore grave (post operatorio o post traumatico)

La dose consigliata per entrambi i sessi è di 400 mg al giorno, per via orale, in singola somministrazione e da assumersi indipendentemente dal rapporto con i pasti. Il trattamento di norma viene continuato per cinque giorni consecutivi e in ogni caso non deve oltrepassare i 10 giorni.
- Dismenorrea

La dose consigliata per entrambi i sessi è di 200 mg al giorno per via orale, in singola somministrazione. Il ciclo di trattamento in genere non dovrebbe essere superiore ai tre giorni.